# Jimmy Durrant (cầu thủ bóng đá)
Arthur Francis Durrant (1878–1927), hay Jimmy Durrant, là một cầu thủ bóng đá người Anh được biết đến nhiều nhất khi thi đấu cho Luton Town và Leicester Fosse.

## Sự nghiệp
Durrant gia nhập Luton Town năm 1897 từ câu lạc bộ địa phương Luton Stanley. Ông ở lại câu lạc bộ trong 3 năm ở Football League, và trải qua thêm 4 mùa giải Luton Town tại Southern League trước khi ký hợp đồng với Leicester Fosse năm 1904.
Sau 5 năm với Leicester, Durrant gia nhập Leyton, ở thêm 4 mùa giải trước khi quay lại Luton. Ông chơi hết một mùa ở câu lạc bộ này, trước khi giải nghệ sớm ở mùa giải 1914-15.